# Henrieta Klčovská
Henrieta Klčovská (* 6. července 1951) byla slovenská a československá politička a bezpartijní poslankyně Sněmovny lidu Federálního shromáždění za normalizace.

## Biografie
K roku 1981 se profesně uvádí jako dělnice.
Ve volbách roku 1981 zasedla do Sněmovny lidu (volební obvod č. 158 - Nové Mesto nad Váhom, Západoslovenský kraj). Ve Federálním shromáždění setrvala do konce funkčního období, tedy do voleb roku 1986.